# Sprawa Sharky’ego (film)
Sprawa Sharky’ego – amerykański kryminał z 1981 roku na podstawie powieści Williama Diehla pod tym samym tytułem.

## Obsada
- Burt Reynolds – sierżant Tom Sharky
- Vittorio Gassman – Victor
- Brian Keith – Papa
- Charles Durning – Friscoe
- Earl Holliman – Hotchkins
- Bernie Casey – Arch
- Henry Silva – Billy Score
- Richard Libertini – Nosh
- Darryl Hickman – Smiley
- Rachel Ward – Dominoe
- Joseph Mascolo – Joe Tipps
- Carol Locatell – Mabel
- Hari Rhodes – Highball Mary
- John Fiedler – Barrett
- James O’Connell – Twigs

## Fabuła
Sierżant Tom Sharky jest policjantem z wydziału narkotykowego. Zostaje wplątany w strzelaninę, co doprowadza do jego degradacji. Sharky zajmuje się sprawą morderstwa prostytutki i jej „opiekuna”. Do realizacji zadania tworzy tzw. „maszynę” – zespół ludzi, którzy zajmują się najgorszymi i najbardziej ohydnymi sprawami, których nie chcieli podjąć się policjanci. Odkrywają, że za morderstwem stoi mafioso Victor. Próbują zdobyć informacje od prostytutki Dominoe, ale później zostaje ona zamordowana...

## Nagrody i nominacje
Złote Globy 1981
- Odkrycie roku – aktorka – Rachel Ward (nominacja)